# Oficerska Szkoła Aeronautyczna

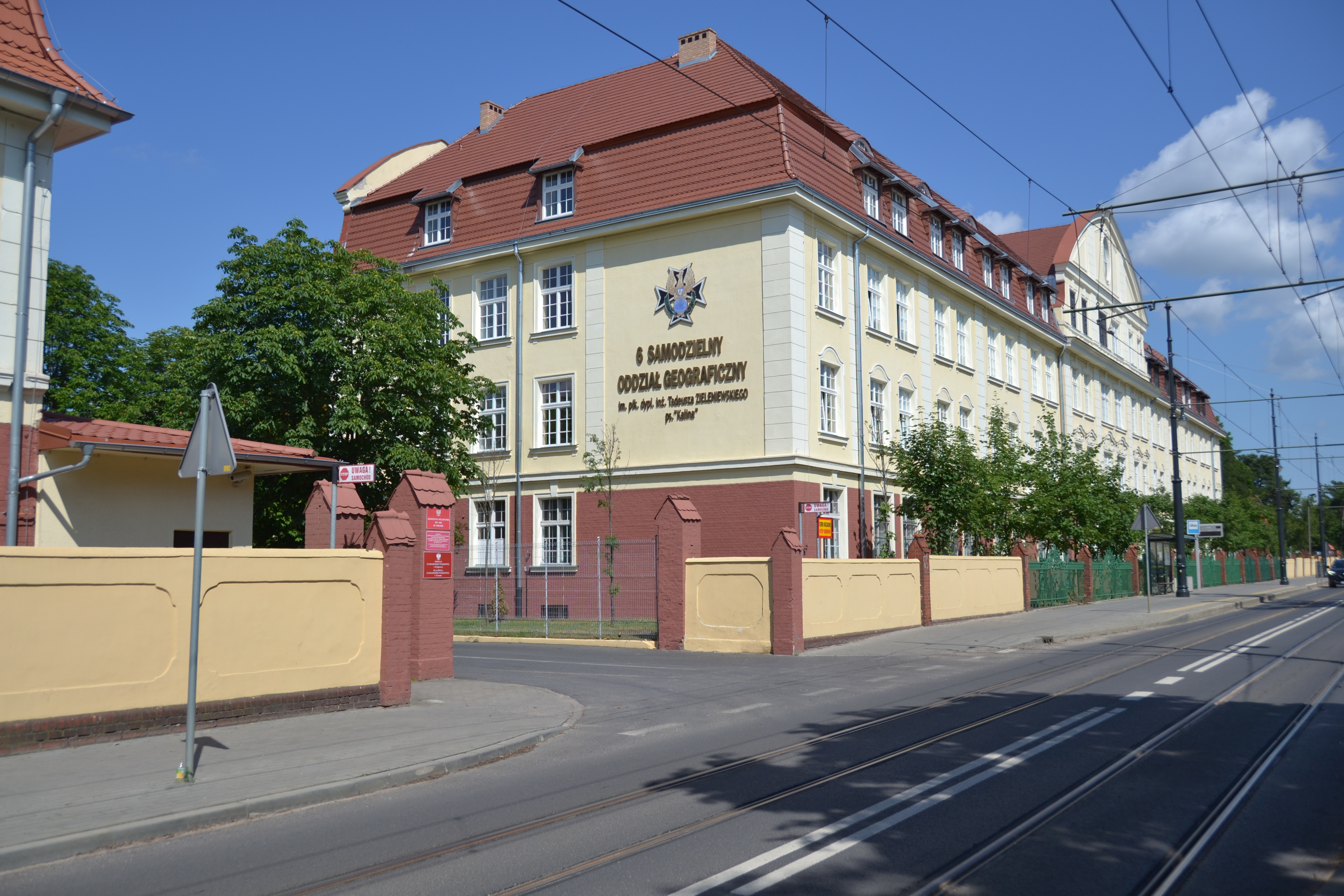
Dawna siedziba Oficerskiej Szkoł Aeronautycznej, obecnie 6 Samodzielny Oddział Geograficzny im. płk dypl. inż. Tadeusza Zieleniewskiego

Oficerska Szkoła Aeronautyczna – szkoła oficerska Wojsk Aeronautycznych w II Rzeczypospolitej Polskiej.

## Historia
Szkoła została zorganizowana w Poznaniu przy ul.Libiga, a następnie przeniesiona do koszar w Toruniu przy ul. Sienkiewicza, przez powołanego w połowie kwietnia 1919 na dowódcę tworzonych wojsk balonowych ppłk Aleksandra Wańkowicza w Poznaniu. Do formowania szkoły został wyznaczony major Feliks Bołsunowski. Szkoła rozpoczęła działalność 20 maja 1919, kiedy to inaugurowano pierwszy kurs (zajęcia rozpoczęły się 21 maja). W kursie uczestniczyło 27 aspirantów. Poza ogólnym wyszkoleniem jak w szkole podchorążych, prowadzono dodatkowe specjalistyczne kursy balonowe. Pierwszy kurs został zakończony 30 września 1919. Absolwenci zostali przydzieleni do nowo tworzonych jednostek balonowych na stanowiska dowódców plutonów w stopniu sierżanta. 17 października 1919 Minister Spraw Wojskowych generał porucznik Józef Leśniewski promował absolwentów I kursu Oficerskiej Szkoły Aeronautycznej.
30 września 1919 Naczelny Wódz Józef Piłsudski mianował z dniem 1 października 1919 dwudziestu pięciu absolwentów pierwszego kursu „podporucznikami wojsk lotniczych w rezerwie z powołaniem do służby czynnej na czas mobilizacji”.
Równolegle do pierwszego kursu prowadzono specjalny kurs unifikacyjny dla oficerów innych rodzajów broni oraz aeronautów z byłych armii zaborczych. Ukończyło go 15 oficerów.
15 marca 1920 rozpoczął się drugi kurs oficerski, na takich samych zasadach jak pierwszy. W momencie utworzenia pułku aeronautycznego z kursu wybrano 10 najbardziej zaawansowanych słuchaczy i obsadzono ich na stanowiskach oficerskich. Razem z pułkiem uczestniczyli w wojnie polsko-bolszewickiej. W czasie walk zginęło trzech podchorążych. 15 września 1921 drugi kurs ukończyło 31 słuchaczy, przy czym awansowanych do stopnia podporucznika zostało 28. 
Oprócz kursów oficerskich, w Podoficerskiej Szkole Aeronautycznej zorganizowano cztery kursy podoficerskie, które ukończyło 80 absolwentów. 
Szkoła istniała w latach 1919—1924, nosiła następujące nazwy: 
- Oficerska Szkoła Aeronautyczna (1919—1921),
- Oficerska Szkoła Aerostatyczna (1922),
- Centralna Szkoła Aerostatyczna (1923),
- Centralna Szkoła Balonowa (1923—1924).

Po rozwiązaniu Centralnej Szkoły Balonowej, w latach 1927–1939 przy Batalionie Balonowym (później – 1 Batalionie Balonowym) w Toruniu funkcjonowała Szkoła Podchorążych Rezerwy Wojsk Balonowych, przemianowana w 1933 na Szkołę Podchorążych Rezerwy Balonów. Od 1935, mimo że absolwenci otrzymywali świadectwa ukończenia Szkoły Podchorążych Rezerwy Balonów, faktycznie funkcjonował pluton podchorążych rezerwy w składzie 1 Batalionu Balonowego. W sumie w latach 1927–1939 szkołę podchorążych rezerwy ukończyło ponad 250 absolwentów, w tym około 70% zostało oficerami zarówno służby stałej, jak i rezerwy.

## Kadra i słuchacze
Komendanci szkoły
- mjr / płk Feliks Bołsunowski (1919 – 1 XI 1923)
- mjr Jan Wolszlegier (1923–1924)

Absolwenci I kursu

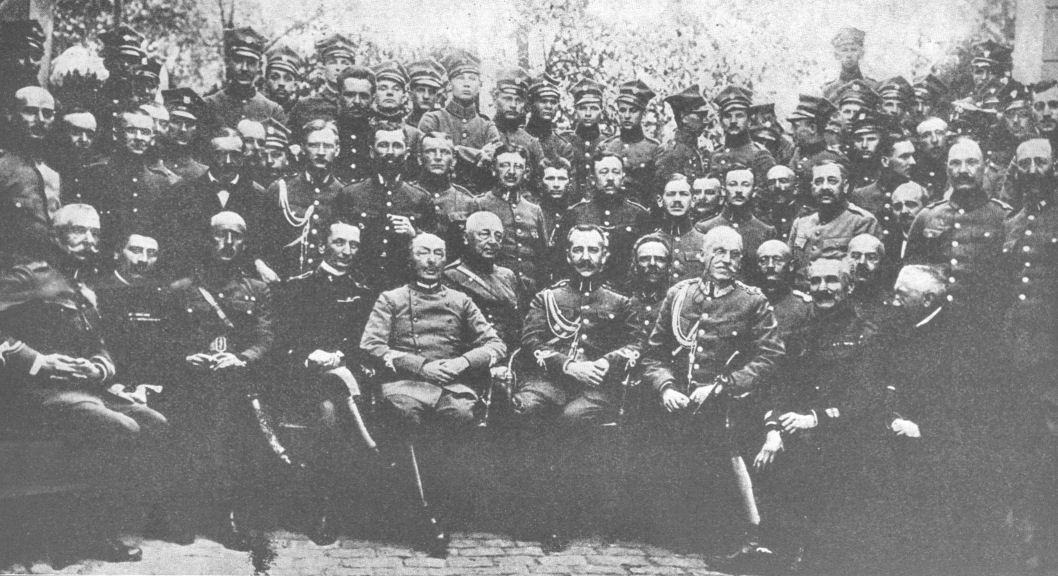
Uroczyste otwarcie Oficerskiej Szkoły Aeronautycznej w Poznaniu z udziałem przedstawicieli zagranicznych misji wojskowych, wykładowców i słuchaczy 22 maja 1919.

Absolwenci I kursu mianowani z dniem 1 października 1919 podporucznikami wojsk lotniczych w rezerwie

1. ppor. Józef Banaszek
2. ppor. Antoni Baranowski
3. ppor. Zbigniew Bartecki
4. ppor. Stanisław Czech
5. ppor. Stanisław Dabrowski
6. ppor. Józef Dembicki
7. ppor. Tadeusz Dobroczyński
8. ppor. Zygmunt Glinka
9. ppor. Henryk Iżyłowski
10. ppor. Antoni Janusz
11. ppor. Roman Jesionkiewicz
12. ppor. Feliks Knittel
13. ppor. Jerzy Kowalski
14. ppor. Kazimierz Kraczkiewicz
15. ppor. Bronisław Lubański † 2 VIII 1920
16. ppor. Zdzisław Podkóliński
17. ppor. Jan Rybka
18. ppor. inż. Edward Sachs † 5 VIII 1920 Sarnaki
19. ppor. Tadeusz Sokolnicki
20. ppor. Stanisław Szeller
21. ppor. Władysław Szczepański
22. ppor. Aleksander Tomczyk
23. ppor. Zygmunt Tokarczyk
24. ppor. Jan Zakrzewski
25. ppor. Jan Zieliński

Absolwenci III kursu
16 czerwca 1922 minister spraw wojskowych przyznał oficerom III kursu tytuł i odznaki oficera obserwatora Wojsk Aerostatycznych:

1. por. Marian Farjaszewski
2. por. Bronisław I Czapski
3. por. piech. Stefan Marcinkowski
4. por. piech. Julian Sielewicz
5. por. piech. Władysław Łapiński
6. por. piech. Stanisław Tadeusz Gumiński
7. ppor. piech. Lotariusz Paweł Arct
8. ppor. piech. Henryk Brusch
9. ppor. art. Robert Bonisławski
10. ppor. art. Zbigniew Burzyński
11. ppor. Teodor Bączkowski
12. ppor. art. Marcin Cieliński
13. ppor. piech. Józef III Jankowski
14. ppor. tab. Jakub Kosiński
15. ppor. art. Kazimierz Kuzian
16. ppor. piech. Zbigniew Kowalski
17. ppor. piech. Marian Józef Urbański
18. ppor. piech. Roman Trybulski
19. ppor. art. Stefan Skulski

Pozostali absolwenci
- ppłk Franciszek Hynek
- płk Józef Jungrav (ok. 1926)
- kpt Rudolf Marcinowski (1928)